# Brzozy
Brzozy (Duits: Birkfleck) is een dorp in de Poolse woiwodschap Neder-Silezië. De plaats maakt deel uit van de gemeente Chojnów.